# ایزوایندول
ایزوایندول (به انگلیسی: Isoindole) با فرمول شیمیایی C8H7N یک ترکیب شیمیایی با شناسه پاب‌کم 3013853 است. که جرم مولی آن ۱۱۷٫۱۵ گرم بر مول می‌باشد. 